# Die Blaue Vier

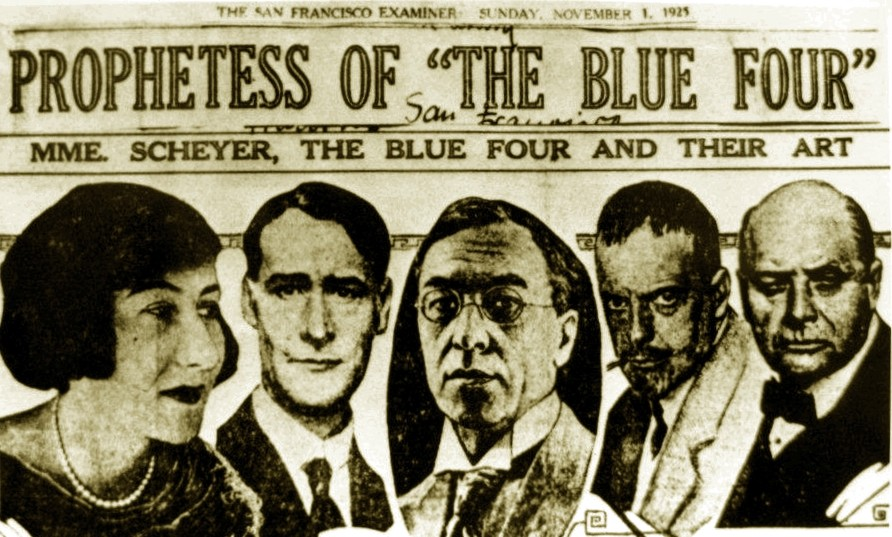
Galka Scheyer con Feininger, Kandinski, Klee y Jawlensky, Collage en una página del periódico San Francisco Examiner del 1 de noviembre de 1925.

Die Blaue Vier (Los cuatro azules) fue una agrupación de artistas fundada en Weimar, Alemania, en marzo de 1924 a la que pertenecían cuatro pintores: Lyonel Feininger, Vasili Kandinski y Paul Klee —tres maestros de la Escuela de la Bauhaus— y Alekséi von Jawlensky.

## Historia
Galka Scheyer (1889–1945), una pintora, marchante y coleccionista germanoestadounidense, fue quien reunió a los cuatro artistas con motivo de la conmemoración de la redacción de Der Blaue Reiter. Die Blaue Vier expusieron en primer lugar sus obras en el entorno de la Bauhaus, y sus miembros intercambiaban sus trabajos entre sí, ya que les unía la amistad. A través de Galka Scheyer, quien por cierto acuñó el nombre Die Blaue Vier, lograron darse a conocer en Estados Unidos con motivo de una serie de exposiciones por el país, ya que ella contactó con muchas universidades, museos y asociaciones de arte estadounidenses y durante los años siguientes pronunció numerosas conferencias sobre el papel del arte en la sociedad. 
Scheyer llevó obras de los "cuatro reyes azules" (vier blaue Könige), como también los denominaba, a las colecciones de Fritz Lang, Josef von Sternberg, Marlene Dietrich y Greta Garbo, que más tarde los estimarían en gran valía. De este modo, consiguió introducir las ideas pictóricas de estos pintores alemanes y rusos en la mentalidad aún reticente al arte moderno que pervivía en Estados Unidos. La actuación de Galka Scheyer marcó el comienzo de la fama internacional que Feininger, Jawlensky, Kandinski y Klee alcanzaron tras la Segunda Guerra Mundial.